# Hélène Edlund
Hélène Sofie Edlund, född 20 oktober 1858 i Lindesberg, död 30 juni 1941 i Danderyd, var en svensk fotograf. Hon var verksam i Stockholm i slutet av 1800-talet med ateljé bland annat på Östermalmstorg 2. Förutom att arbeta som porträttfotograf dokumenterade hon Nordiska museets och Skansens verksamhet samt fotograferade ett stort antal folkdräkter. Héléne Edlund skänkte Nordiska museet kolorerade porträtt av människor i folkdräkt. Dessa fotografier har sedan använts som förlagor till vykort.
Hennes fotografier finns på Nordiska museet och i Stockholms stadsmuseums samlingar.

## Fotografier i urval

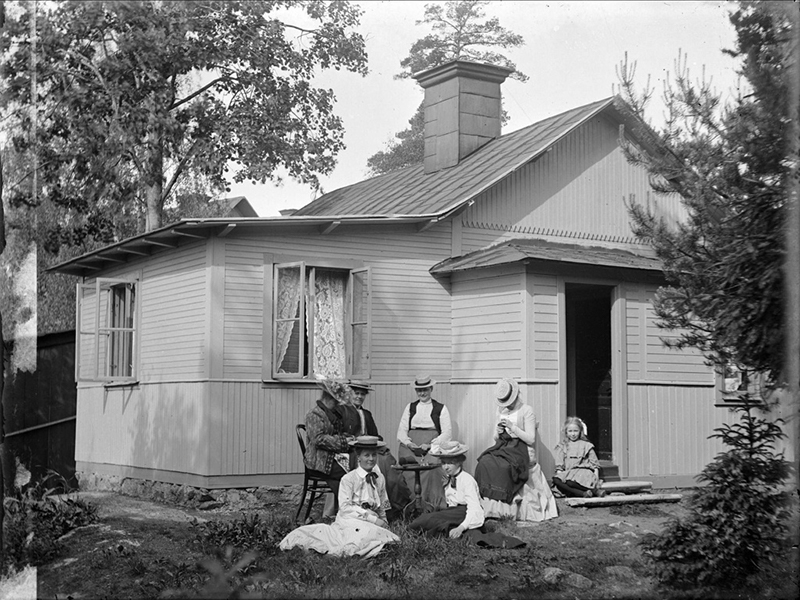
Sommarnöje i skärgården, ca 1900.
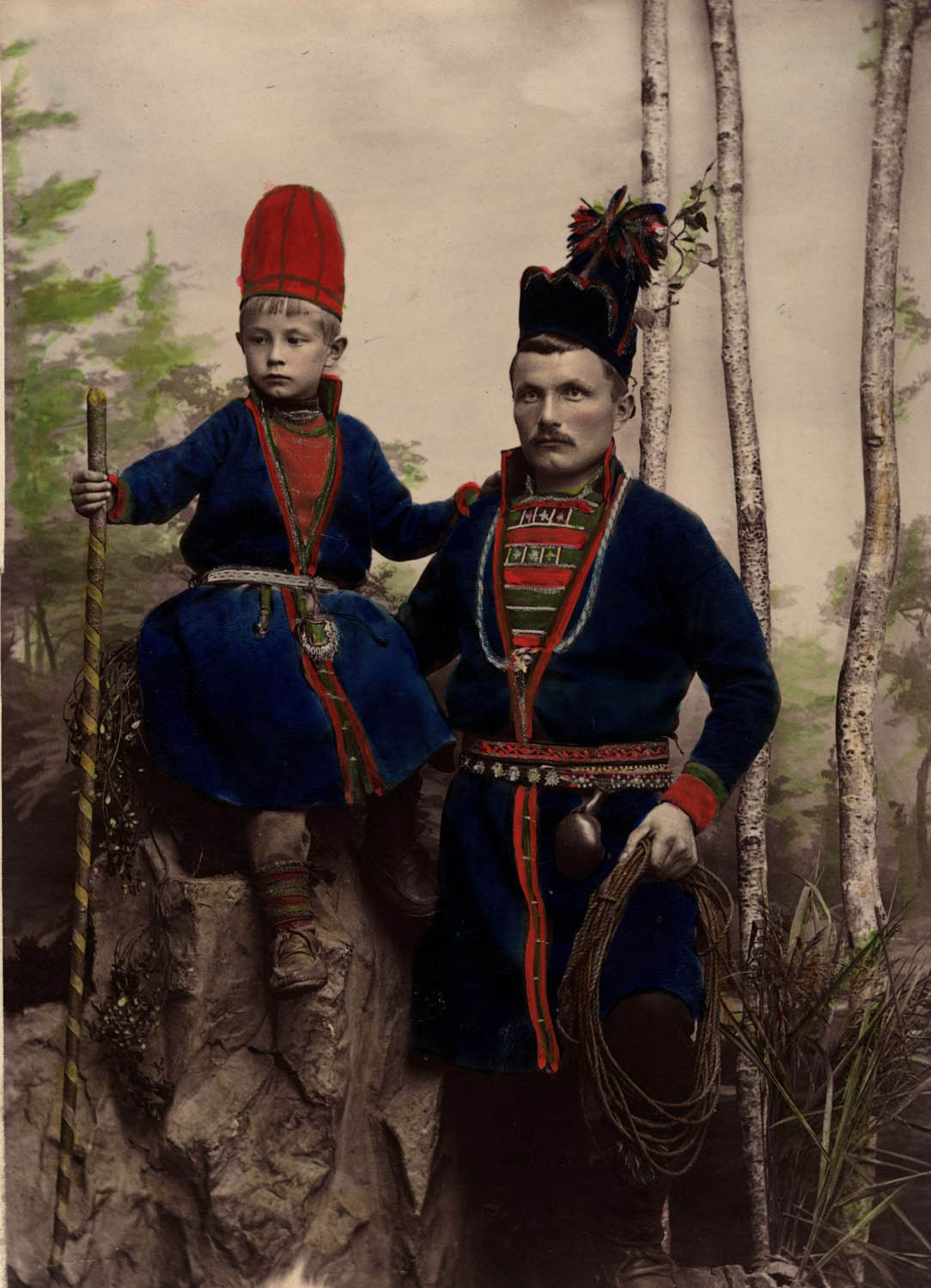
Porträttfotografi av Nejla och Mattias Årén, sent 1800-tal.
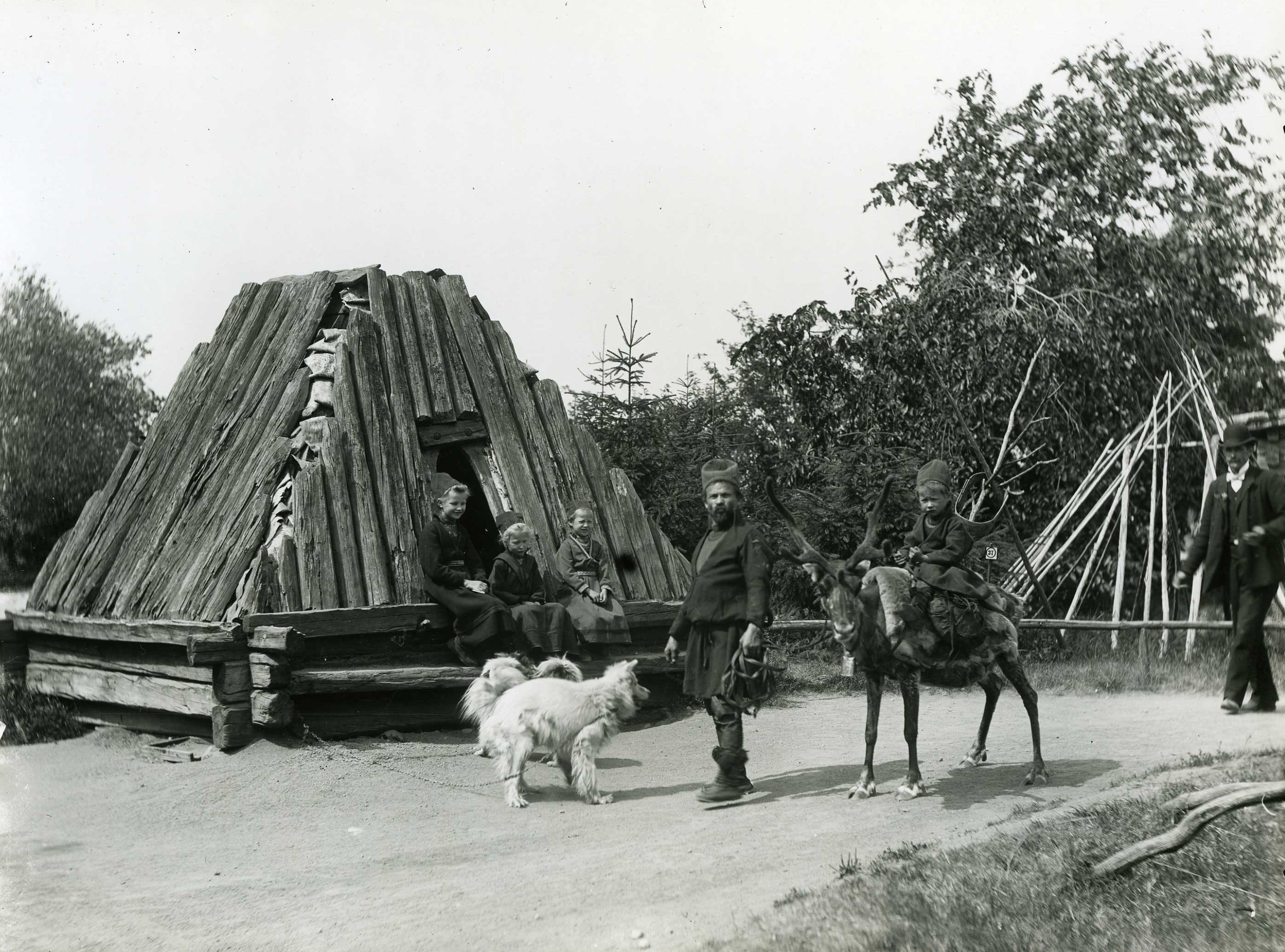
Samisk familj vid Samevistet på Skansen kring sekelskiftet 1900.